# Opiniones de un payaso
Opiniones de un payaso es una novela del escritor alemán Heinrich Böll, Premio Nobel de Literatura en 1972, escrita en 1963.

## Trama
Opiniones de un payaso presenta la historia de Hans Schnier, un payaso de profesión, ateo, a quien le ha sido vedada la felicidad.
A través de las opiniones, reflexiones, recuerdos y diálogos telefónicos de Schnier en su apartamento de Bonn, al que ha llegado hace unos pocos días y por primera vez desde que su mujer, Marie, lo ha dejado, la novela construye un retrato fiel y minucioso de una época difícil para Alemania, los tiempos de posguerra, los días transcurridos después del fin de la Segunda Guerra Mundial y el nacionalsocialismo, la construcción del Muro de Berlín y otros sucesos de suma importancia para toda la humanidad. Además de ello, Böll, con una elaborada ironía, realiza una crítica a la sociedad religiosa de Alemania, tanto la católica como la protestante. Todo ello desde la voz de un payaso desencantado, en el temprano declive (tiene veintiocho años) de su vida.
Dialectalmente, en la obra el autor realiza varios comentarios de cariño hacia el uso de su dialecto renano en comparación con el alemán estándar.